# Far Cry 6
Far Cry 6 är ett förstapersonsskjutspel som utvecklats av Ubisoft Toronto och publicerats av Ubisoft. Det är det sjätte spelet i huvudserien  av Far Cry och släpptes den 7 oktober 2021 till Microsoft Windows, Playstation 4, Playstation 5, Xbox One, Xbox Series X och Google Stadia.

## Spelupplägg

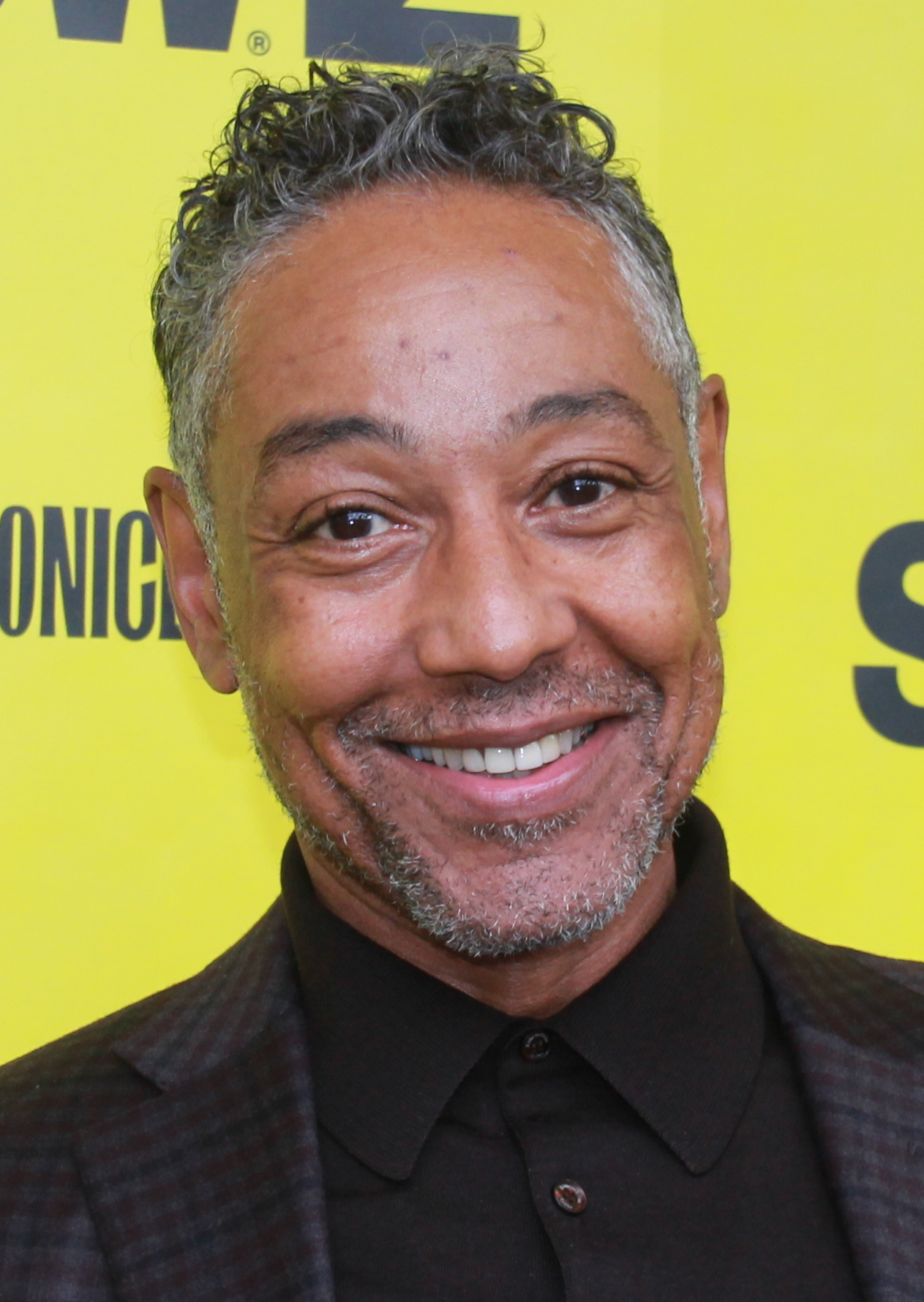
Giancarlo Esposito spelar Antón Castillo, spelets antagonist.

Spelupplägget är som i tidigare spel i serien där spelaren kan använda olika vapen, fordon och anlita Amigos, det nya systemet ”Fang for Hire” för att störta den tyranniska regimen. 

## Handling

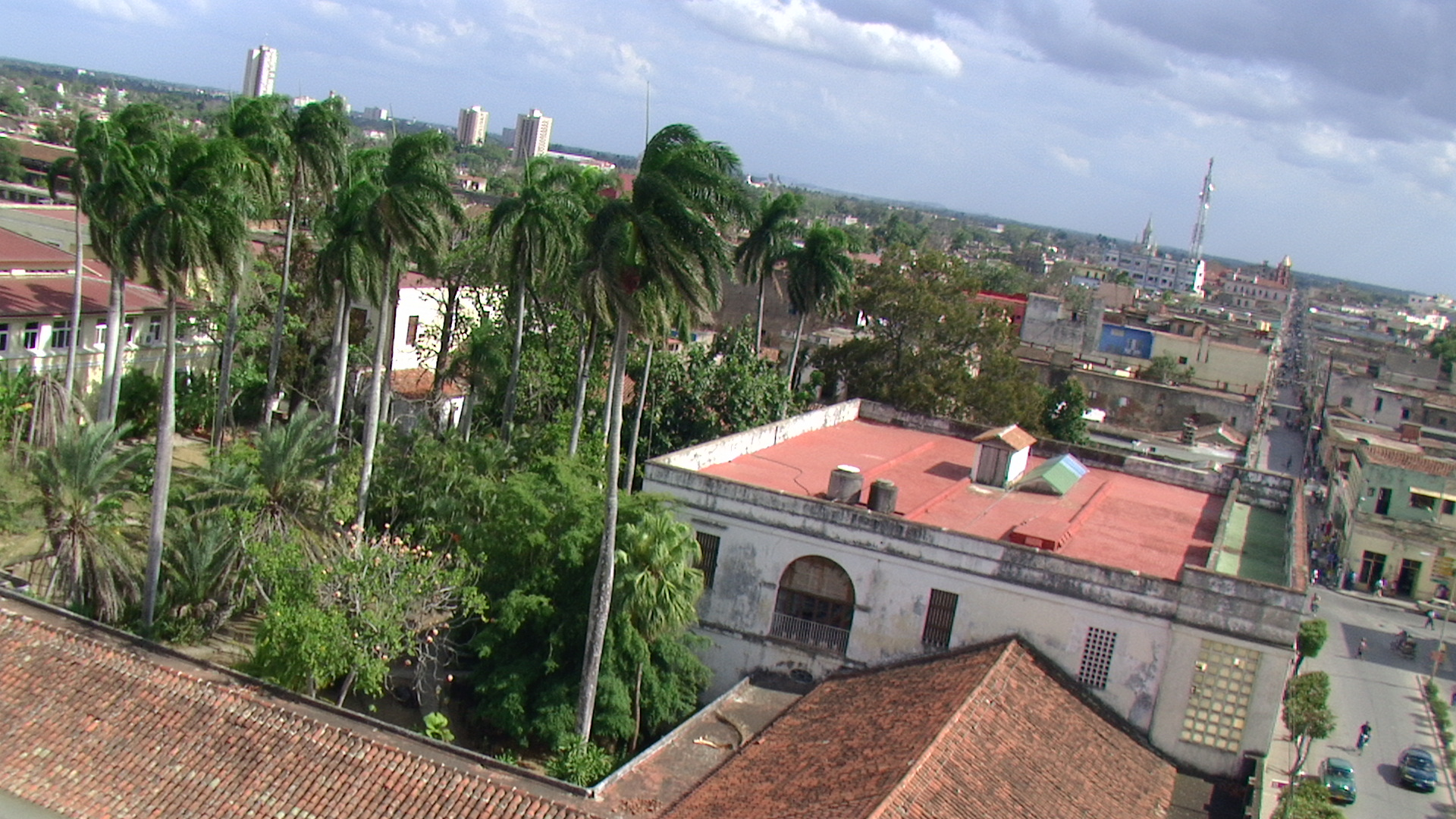
Det fiktiva landet Yara är inspirerat av Kuba.

Spelet utspelar sig på den fiktiva karibiska ön Yara, som beskrivs som "ett tropiskt paradis där tiden stått still". Landet styrs av "El Presidente" Antón Castillo (Giancarlo Esposito), en fascistisk diktator som har full kontroll över ön. 

## Produktion och lansering
Far Cry 6 var under utveckling i 4 år. Inspirationen till det fiktiva landet Yara har hämtats från Kuba, och spelets musik är komponerad av Pedro Bromfman
Spelet var ursprungligen planerat att släppas 18 februari 2021, Ubisoft meddelade 29 oktober 2020 att spelet blev försenat på grund av coronaviruspandemin  och i stället släpptes spelet den 7 oktober 2021.

## Nedladdningsbart innehåll
Spelets säsongspass innehåller nedladdningsbart material där spelaren kontrollerar antagonister från tidigare spel: Vaas Montenegro från Far Cry 3, Pagan Min från Far Cry 4 och Joseph Seed från Far Cry 5 och Far Cry New Dawn. Säsongspasset innehåller även en uppdaterad version av Far Cry 3: Blood Dragon.
I december 2021 uppdaterades spelet med nya uppdrag, där spelaren ska hjälpa skådespelaren Danny Trejo.
I februari 2022 uppdaterades spelet återigen, denna gång med ett uppdrag baserat på bok- och filmfiguren Rambo.
I mars 2022 uppdaterades spelet ännu en gång med nya uppdrag, som denna gång var baserade på TV-serien Stranger Things, med titeln Vanishing.
Den 6 mars 2022 släpptes expansionen Far Cry 6: Lost Between Worlds där Dani möter en varelse vid namn Fai som ger spelaren i uppgift att hämta föremål från olika dimensioner.

## Mottagande
Spelet fick mottogs främst med positivta recensioner från kritikerna enligt webbplatsen Metacritic.